# Die goldene Leiter
Die goldene Leiter war eine Heftreihe des Österreichischen Buchklubs der Jugend, welche Anfang der 1950er Jahre im Verlag Jugend und Volk erschien. Im Format der populären Heftromane gehalten, gehört diese Ausgabe zur sogenannten guten Jugendliteratur. Diese Hefte wurden, vor allem in Österreich und der Schweiz, von verschiedenen Organisationen herausgegeben, um ein Gegenstück zu den normalen „Schund-Heften“ zu bilden.

## Intention dieser Reihe
Laut Verlag war diese Serie speziell für Leser zwischen 6 und 9 Jahren geeignet. Symbolisch zu verstehen ist dabei der Serienname. Der junge Leser sollte mit guter Literatur eine Leiter erklimmen und sein Wissen vermehren. Jedes Heft der Reihe stand für eine Sprosse der „Goldenen Leiter“. Wer ein Heft las, erstieg also eine Sprosse. Am Ende der Leiter stand dann die Reihe Das grosse Abenteuer – eine Reihe für den eher jugendlichen Leser.

## Erschienene Hefte
| #   | Autor                            | Titel                                              | Jahr |
| --- | -------------------------------- | -------------------------------------------------- | ---- |
| 001 | Maria Pacolt                     | Sagenkranz aus Niederösterreich und dem Burgenland | 1952 |
| 002 | B. Bianka                        | Das Mäuschen Pieps                                 | 1952 |
| 003 | C. Brentano und C. W. Contessa   | Der Witzenspitzel                                  | 1952 |
| 004 | Maria Pacolt                     | Närrische Leut', einst und heut                    | 1953 |
| 005 | Maria Pacolt                     | Der gefangene Wassermann                           | 1953 |
| 006 | O.F. Lang                        | Ein Platz an der Sonne                             | 1953 |
| 007 | E.T.A. Hoffmann                  | Nußknacker und Mäusekönig                          | 1953 |
| 008 | H. Leitner                       | Gickel, Gackel und Gockel                          | 1954 |
| 009 | Maria Pacolt                     | Der Wachsmensch von Lambach                        | 1954 |
| 010 | A.P. Tschechow                   | Kaschtanka                                         | 1954 |
| 011 | R. Reinick und R. Weißenhofer    | Die Schilfinsel                                    | 1954 |
| 012 | H. Fischer-Zacek                 | Kasperl Faxlmaxls lustige Abenteuer                | 1955 |
| 013 | H. Wolf und H. Kallinger         | Das Grünhütl                                       | 1955 |
| 014 | Elly Demmer                      | Ich habe einen Garten                              | 1955 |
| 015 | E. Mörike und H. Kallinger       | Das Stuttgarter Hutzelmännchen                     | 1955 |
| 016 | B. Hayde                         | Lumpazi, die Vogelscheuche                         | 1956 |
| 017 | Maria Pacolt                     | Der goldene Kegel                                  | 1956 |
| 018 | M. Führing                       | Das Schlaraffenland                                | 1956 |
| 019 | L. Keller                        | Dil dal haloni!                                    | 1956 |
| 020 | H. Leitner                       | Geißbart                                           | 1957 |
| 021 | Maria Pacolt                     | Das Donauweibchen                                  | 1957 |
| 022 | L. Macoun                        | Bolke, Kriki                                       | 1957 |
| 023 | L. Macoun                        | Das Silberglöckchen                                | 1957 |
| 024 | W.G. Wieser                      | Rübezahl verkauft Betten                           | 1958 |
| 025 | Maria Gorska                     | Die fünf Brüder                                    | 1958 |
| 026 | H. Leitner                       | U-aaah und andere Tiergeschichten                  | 1958 |
| 027 | Marianne Kaindl                  | Der Märchenbrunnen                                 | 1958 |
| 028 | Friedrich Feld                   | Herr Hicks kauft einen Zirkus                      | 1959 |
| 029 | Franz Braumann                   | Von Roßeiern und blauen Schafen                    | 1959 |
| 030 | Werner Bergengruen               | Zwieselchen und der Osterhase                      | 1959 |
| 031 | R. Volkmann                      | Der Wunschring und andere Märchen                  | 1959 |
| 032 | Friedrich Feld                   | Das goldene Pferd                                  | 1960 |
| 033 | Walter Perlet                    | Die Zauberente Yün                                 | 1960 |
| 034 | Elly Seipt                       | Alles für die Katz                                 | 1960 |
| 035 | Friedrich Feld                   | Der musikalische Regenschirm                       | 1960 |
| 036 | Richard Wunderer                 | Der König mit den Pferdeohren                      | 1961 |
| 037 | Hans Domengo                     | Der einbeinige Kranich                             | 1961 |
| 038 | Emmy Klein-Synek                 | Der Aprilscherz                                    | 1961 |
| 039 | Franz Braumann                   | Die Abenteuer der sieben Schwaben                  | 1961 |
| 040 | Friedrich Feld                   | 1414 geht auf Urlaub                               | 1962 |
| 041 | Gertrud Rukschcio                | Die Teufelsbrücke                                  | 1962 |
| 042 | Vera Ferra-Mikura                | Wie spät ist es, Herr Fuchs?                       | 1962 |
| 043 | Friedrich Scholz                 | Der feurige Alp                                    | 1962 |
| 044 | Edmondo Amicis                   | Das florentinische Schreiberlein                   | 1963 |
| 045 | Elfy Kolbek                      | Trompetengold                                      | 1963 |
| 046 | Friedrich Feld                   | Suche nach Simba                                   | 1963 |
| 047 | Herbert Risz                     | Der Schimpansenbaum                                | 1963 |
| 048 | Gerta Hartl                      | Eine platschnasse Teichgeschichte                  | 1964 |
| 049 | Anne Benigsen                    | Tagebuch eines jungen Katers                       | 1964 |
| 050 | Johann Nepomuk Aigner            | Die Schwäne vom Schloßteich                        | 1964 |
| 051 | Inge Auböck                      | Die dankbaren Tiere                                | 1964 |
| 052 | Friedrich Feld                   | Eine Uhr steht still                               | 1965 |
| 053 | Franz Braumann                   | Der verwunschene Wald                              | 1965 |
| 054 | Bettina Hürlimann                | Der Knabe Tell                                     | 1965 |
| 055 | Eleonora Berger                  | Vom König und seinen drei Töchtern                 | 1965 |
| 056 | Eleonora Berger                  | Georg und Gerda                                    | 1966 |
| 057 | Friedrich Feld                   | Vom Kätzchen, daß seinen Schatten verlor           | 1966 |
| 058 | Vera Ferra-Mikura                | Deine Karoline                                     | 1966 |
| 059 | Vera Ferra-Mikura                | Der Alte und der Junge und der Kleine Stanislaus   | 1966 |
| 060 | Walter Kukula                    | Gock, der Turmhahn                                 | 1967 |
| 061 | Heinz Bohrer                     | Der magische Ring                                  | 1967 |
| 062 | Erich Schiestl                   | Der Schneider und der Riese                        | 1967 |
| 063 | Hans Bildstein                   | Der Schatzgräber                                   | 1967 |
| 064 | Johann Pojar                     | Lustige Geschichten                                | 1968 |
| 065 | Franziska Körner                 | Michael und Knurri                                 | 1968 |
| 066 | Eleonora Berger                  | Guten Tag Georg! Guten Tag Gerda!                  | 1968 |
| 067 | Inge Peinlich                    | Pinocchio auf der Bühne                            | 1968 |
| 068 | Benno Pludra                     | Bootsmann auf der Scholle                          | 1969 |
| 069 | Erica Lillegg                    | Jakob war ein Schusterjunge                        | 1969 |
| 070 | Friedrich Feld                   | Der Frosch mit der Trompete                        | 1969 |
| 071 | Gloria Fuertes                   | Känguruhmädchen für alles                          | 1969 |
| 072 | Inge Peinlich & Otfried Preußler | Sucht das blaue Känguruh!                          | 1970 |
| 073 | Inge Auböck und Josef Schießer   | Hampel Strampel                                    | 1970 |
| 074 | Inge Auböck und Josef Schießer   | Guck in die Welt                                   | 1970 |
| 075 | Inge Auböck und Josef Schießer   | Was der Morgenwind erzählt                         | 1970 |
| 076 | Inge Auböck und Josef Schießer   | Ein kleines Lied                                   | 1971 |
| 077 | Mira Lobe                        | Ich wünsch mir einen Bruder                        | 1971 |
| 078 | Elfriede Becker                  | Gogo, das Affenkind                                | 1971 |
| 079 | Franz Braumann                   | Die Bärnroiderkinder                               | 1971 |
| 080 | Resa Hutzinger                   | Tripfeltropf                                       | 1972 |
| 081 | W.J.M. Wippersberg               | Wer hilft Andreas?                                 | 1972 |
| 082 | Vera Ferra-Mikura                | Ein Löffel für das Krokodil                        | 1972 |
| 083 | Alexis Steiner                   | Kriki, das tapfere Entlein                         | 1972 |
| 084 | Alexis Steiner                   | Kriki und ihre Kinder                              | 1973 |
| 085 | Mira Lobe                        | Flitz, der rote Blitz                              | 1973 |
| 086 | Mira Lobe                        | Hänschen klein                                     | 1973 |
| 087 | Marlen Haushofer                 | Das Waldmädchen                                    | 1973 |
| 088 | Rudolf Pritz                     | Der Kampf der Rabenbergbande                       | 1974 |
| 089 | Hans Domengo                     | Das ist Ursel                                      | 1974 |
| 090 | Maria Durickova                  | Das Knäulchen Rundherum                            | 1974 |
| 091 | Angela C. Ionescu                | Hast du Angst, Kai?                                | 1974 |
| 092 | Kristina Brenkova                | Der kleine Hirte                                   | 1975 |
| 093 | Helen Cresswell                  | Ein Haus für Jonas                                 | 1975 |
| 094 | Elfe Kaiser                      | Ranga                                              | 1975 |
| 095 | Friedrich Feld                   | Wunder in der Westentasche                         | 1975 |
| 096 | Walter Paul Kirsch               | Münchhausens Abenteuer                             | 1976 |
| 097 | Pearl S. Buck                    | Da tanzte der kleine Fuchs                         | 1976 |
| 098 | Franz Braumann                   | Schwan, kleb an                                    | 1976 |
| 099 | ohne Angabe                      | Die drei kleinen Schweinchen                       | 1976 |
| 100 | Pearl S. Buck                    | Peter und das Eichhörnchen                         | 1977 |
| 101 | Elly Demmer                      | Die Maus vom Zirkus Samsalik                       | 1977 |
| 102 | Mira Lobe                        | Titi im Urwald                                     | 1977 |
| 103 | Gianna Rodari                    | Flip im Fernsehen                                  | 1977 |
| 104 | Maria Lutz                       | Rübezahl, der Berggeist                            | 1978 |
| 105 | Käthe Recheis                    | Tiki und die kleine Ziege                          | 1978 |
| 106 | Wilhelm Hauff                    | Zwerg Nase                                         | 1978 |
| 107 | Ilse Schaller                    | Das kleine Eseleinbuch                             | 1978 |
| 108 | Ernst A. Ekker                   | Mein Freund Flexi                                  | 1979 |
| 109 | Ernst A. Ekker                   | Die Ufojäger und die Flexibande                    | 1979 |
| 110 | Ernst Pacolt                     | Der Teufel im Schraubstock                         | 1979 |
| 111 | James Krüss                      | Gongo, rette dich!                                 | 1979 |
| 112 | Mira Lobe                        | Johnny und seine Freunde                           | 1980 |
| 113 | Irina Korschunow                 | Uli kann bellen                                    | 1980 |
| 114 | Hans Domengo                     | Das ist Niki                                       | 1980 |
| 115 | ohne Angabe                      | Goldlöckchen und die drei Bären                    | 1980 |